# Czigány Zoltán
Czigány Zoltán (Zebegény, 1965. július 6. – Budapest, 2011. május 30.) magyar író, költő, filmrendező.

## Életpályája
Szülei Czigány György író és Jámbor Erika. Testvérei: Czigány Ildikó, Czigány Gergely.
Középiskolai tanulmányainak első három évét a Martos Flóra Gimnáziumban - ma Óbudai Gimnázium - végezte. Majd 1983-1984 között az Állami Balettintézet diákja volt, itt is érettségizett. Érettségi után két évig a Bartók Béla Zeneművészeti Szakközépiskola és Gimnáziumban zeneszerzést tanult. 1992-1997 között a Pázmány Péter Katolikus Egyetem Bölcsészettudományi Karának hallgatója volt magyar szakon.
Már gimnazista korában rendszeresen publikálta verseit irodalmi-, napi és hetilapokban. A Kötött forma (1988) c. verse volt az utolsó versei sorában, mert ezután áttért a prózaírásra.
1985-től a Magyar Televízió külsős asszisztense lett. 1990-ben rendezte első dokumentumfilmjét, Nagycsütörtök címmel. Ezután egyedi és sorozatműsorok rendezője, szerkesztője volt. 1993-2000 között a Duna Televízió külső munkatársa is volt, 1998-1999 között az RTL Klub Kölyök Klub c. műsorát is rendezte. 2000 őszétől a Magyar Televízió irodalmi szerkesztője, majd 2002-2003 között irodalmi rovatvezetője, 2003-tól művészeti főszerkesztője volt. 2006-tól a Művészeti Szerkesztőség szerkesztőségvezetője volt. 2011 januárjától haláláig a Duna Televízió Filmes Műhelyének volt a főszerkesztője.
1987-ben házasságot kötött Gál Katalinnal. Két gyermekük született; Czigány Zsófia és Czigány Mátyás.

## Filmjei

### Dokumentumfilmek
- Nagycsütörtök (1990)
- Tamási testvéreinél (1991)
- Kemény János báró filmje (1992)
- Erdélyország sok szép vize... (1993)
- Darabokra szaggattatol (1993)
- Panaszkodj, sötét eső (1993)
- Te katonád voltam, uram! (1994)
- Bergengócia (1994)
- Házimozi I.-V. (1995)
- A halhatatlan kedves (1996)
- Szökés a nagy árvíz idején (1996)
- Fragmentumok (1997)
- A tánc kottája (1998)
- Lakodalom Varsányban (1999)
- Hol vagy, István király... (2000)
- Marslakók számára (2001)
- Ivó (2001)
- Győri Te Deum (2001)
- "A Mester zárva tartja műhelyét" (2002)
- "Áldom a nyüzsgő Rómát" (2003)
- Ecseri tekercsek (2005)
- Amikor Gyula bácsi vásárra vitte volna a tölcséres hegedűjét (2007)
- Balladák könyve (2007)
- A rendőrség ismét nyomoz Lavina professzor ügyében (2007)

### Zenés filmjei
- Trio Stendhal (1993)
- Pünkösdölő (1993)
- A népművészet örökösei (1996)
- Befejezett és befejezetlen szimfóniák (1997)
- Világ békessége (1997)
- Ezernyolcszáznegyvennyolcba... (1997)
- Mézet ont az ég (1998)
- Cantata profana (2001)
- Népzenebiológia (2004)

## Művei
- Zendülés az idő ellen. Fiatalkori írások; Babits, Szekszárd, 1994
- Magyarországi levelek. Írattak 1994 és 1998 között Mikes Kelemenhez; Felsőmagyarország, Miskolc, 1999
- Posta Dukába (2001)
- Várok ránk (2003)
- Csodaló és Kószáló (2005)
- Csoda és Kósza (2007)
- Csoda és Kósza körül a Föld (2009)
- Az utolsó fiamnak. Novellák; Magyar Írók Egyesülete, Bp., 2010 (Lyukasóra-könyvek)
- Csoda és Kósza legrégebbi kalandjai; Pagony, Bp., 2011
- Az utolsó mondat; Hungarovox, Bp., 2012
- Csoda és Kósza mint rajzolók. Foglalkoztató füzet; Pagony, Bp., 2015

## Díjai
- a Tokaji Írótábor Díja (1995)
- H.S.D.( Hungarian Society of Directors) kulturális dokumentum televíziós rendezése díj (2001)
- Berzsenyi-díj (2002)
- a Kamera Hungária-fesztivál alkotói díja (2003) a Cantata Profanáért
- a Kamera Hungária-fesztivál fődíja (2007) az Ecseri tekercsekért
- Év Gyermekkönyve díj (2008) Csoda és Kósza
- Év Gyermekkönyve díj (2010)